# Alexandre de Salzmann
Pour les articles homonymes, voir Salzmann.
Alexandre Gustave de Salzmann (Alexander Gustav von Salzmann ; 25 janvier 1874 à Tiflis - 3 mai 1934) était un artiste d'origine allemande de la Géorgie (Empire russe).

## Biographie
Son père, Albert Théodore de Salzmann était un architecte de renom d'origine allemande. Alexandre fait ses études à Tiflis et ensuite à Moscou.
En 1898, il s'établit à Munich, où  il s'inscrit à l'Académie des beaux-arts, ayant comme professeur Franz von Stuck. En 1900, il commence sa collaboration à Jugend, où il signe sous les noms Alexander von Salzmann, Alexander Salzmann ou A. Salzmann.
En 1901, on le retrouve comme enseignant à l'école d'art Phalanx, fondée par Kandinsky. Il devient l'ami du compositeur Thomas de Hartmann, proche collaborateur de Kandinsky. Et c'est certainement dans la mouvance de Blaue Reiter (dirigé par Kandinsky) que commence à germer en lui, autour du concept d'« œuvre totale », alliant théâtre, peinture, musique, texte et ballet, l'intuition du rôle capital de la lumière. Munich fut pour Alexandre de Salzmann un véritable creuset initiatique, qui allait déclencher son génie.
À partir de 1911, il s'installe à Hellerau, à l'Institut Jaques-Dalcroze, qui était en cours de constitution et où il sera un des collaborateurs les plus importants d'Émile Jaques-Dalcroze et Adolphe Appia. Il fait partie officiellement de l'Association théâtrale de Hellerau (Gesellschaft Hellerauer Schauspiele), créée en 1912.
C'est Alexandre de Salzmann qui conçoit le fronton du bâtiment de l'Institut, avec le symbole inversé du yin et du yang. Par un étonnant détour de l'histoire, pendant l'occupation soviétique, les autorités détruisent ce symbole et le remplacent par l'étoile rouge. Il est aussi le maître d'œuvre de l'extraordinaire salle des festivités de l'Institut, véritable temple de lumière.
Il invente un système d'éclairage qui marque le théâtre du XXe siècle et qui fait l'objet de plusieurs brevets d'invention. Sa technique d'éclairage est aujourd'hui encore utilisée.
Hellerau marque une grande rencontre : celle entre la pensée révolutionnaire d'Adolphe Appia et le génie créateur, d'artisan, d'Alexandre de Salzmann. Ce qu'Appia pensait, Alexandre de Salzmann lui donnait vie dans la réalité du théâtre. En fait, Alexandre de Salzmann fut probablement celui qui a saisi le mieux le noyau dur des théories esthétiques d'Adolphe Appia. Il n'était pas un théoricien mais il saisissait ce qu'il y avait de précieux dans la pensée. Et il a écrit très peu, mais ces écrits ont la force des paroles axiomatiques et prophétiques.
À Hellerau, Alexandre de Salzmann rencontre Jeanne Allemand, élève à l'institut Jaques-Dalcroze. Il l'épouse le 6 septembre 1912 à Genève.
En 1913 ont lieu les premières d’Orphée et Eurydice de Gluck et de L'Annonce faite à Marie de Paul Claudel, qui ont un succès retentissant. La scénographie (en ce qui concerne l'Orphée, en collaboration avec Appia et Dalcroze) et l'éclairage sont l'œuvre d'Alexandre de Salzmann. Dans le programme de la pièce, Das Claudel-Programmbuch, on trouve, parmi les auteurs des textes, le nom d'Alexandre de Salzmann à côté de Paul Claudel, Martin Buber et Wolf Dohrn. Il y signe une étude importante, Licht, Belichtung und Beleuchtung (Lumière, éclairage et illumination).
En 1915, Alexandre de Salzmann retourne à Moscou, où il travaille avec Alexandr Jacovlevic Taïrov, au Théâtre Kamenny pour l'éclairage du drame d'Innokenti Annenski Thamyre le citharède (première : 2 novembre 1916, avec les scénographies et les costumes de Alexandra Exster). À l’automne 1917, Alexandre et Jeanne de Salzmann s'installent à Tiflis où Alexandre retrouve Thomas de Hartmann, directeur de l'Opéra de Tiflis, et sa femme Olga. La même année, Thomas de Hartmann les présente à Georges Ivanovitch Gurdjieff, qui se trouvait, lui aussi, à Tiflis.
Jeanne de Salzmann présente au public de l'Opéra de Tiflis les « mouvements » (danses sacrées) de Gurdjieff. Alexandre et Jeanne de Salzmann ainsi que Thomas et Olga de Hartmann sont parmi les membres fondateurs de l'Institut pour le développement harmonique de l'Homme, fondé par Gurdjieff. Alexandre de Salzmann s'occupe de la mise en scène du ballet La Lutte des mages, conçu par Gurdjieff. Ce ballet n'arrivera jamais à son terme, mais Alexandre de Salzmann va nous laisser quelques magnifiques témoignages picturaux. Ces peintures se trouvent actuellement en France.
Si Munich fut le terroir de sa créativité et si Hellerau fut le lieu de la révélation de toutes ses potentialités créatrices, Tiflis lui a apporté manifestement la dimension manquante, grâce à l'enseignement de Gurdjieff - celle de la spiritualité. Loin de constituer un étrange ajout ésotérique à sa quête, l'enseignement de Gurdjieff marque, tout au contraire, comme dans le cas de René Daumal, l'accomplissement de l'œuvre d'Alexandre de Salzmann.
En effet, au centre de l'enseignement de Gurdjieff se trouve la notion de mouvement. Les danses sacrées de Gurdjieff ne portent pas par hasard le nom de « mouvements ». Ces danses sacrées tentent de rendre perceptible non seulement le mouvement cosmique naturel mais aussi le mouvement de l'intelligence cosmique, le mouvement de l'esprit qui lui est associé.
D'ailleurs, comment peut-on comprendre le rôle capital de la lumière dans le théâtre si on ne réalise pas que c'est précisément la lumière qui rend visible ce mouvement invisible ? C'est dans ce sens qu'on peut parler de l'accomplissement de l'œuvre d'Alexandre de Salzmann. Selon lui, la lumière « clarifie » le mouvement et l'éclairage est une force de liaison entre couleurs, lignes, surfaces, corps et mouvement. La lumière donne forme au mouvement de la vie dans son entièreté (la vie visible et la vie invisible). Elle sert à notre transformation et à notre évolution spirituelle.
En 1920, Gurdjieff, accompagné par ses collaborateurs et élèves, s'établit à Constantinople. En 1921, Alexandre de Salzmann reçoit une invitation de Jacques Hébertot, directeur du Théâtre des Champs-Élysées à Paris. Il devient membre de la compagnie du théâtre et établit une relation d'amitié avec Louis Jouvet.
En 1922, à l'occasion des représentations - qui ont lieu du 1er au 11 décembre 1921 au Théâtre des Champs-Élysées sous la direction triadique de Hébertot / Lugné-Poe / de Salzmann - de Pelléas et Mélisande de Maurice Maeterlinck, Henri-René Lenormand saluait en Alexandre de Salzmann, dans la revue Choses de théâtre, « un des plus remarquables artisans de la rénovation scénique ».
La même année, Gurdjieff et ses compagnons sont accueillis par Alexandre de Salzmann à Paris, Gurdjieff ayant décidé de s'établir en France, pour refonder son Institut. Il s'occupe de la décoration des salles de l'Institut, localisé au Château du Prieuré des Basses Loges, à Avon.
En 1923, il fait la connaissance du peintre Joseph Sima qui, à son tour, quelques années plus tard, va introduire René Daumal auprès d'Alexandre de Salzmann.
Entre 1925 et 1930, Alexandre de Salzmann travaille à Paris comme antiquaire et décorateur. Il a décoré de fresques un nombre important d'appartements et de maisons, mais leur trace est aujourd'hui perdue. Entre 1930 et 1934, Alexandre initie Daumal à l'enseignement de Gurdjieff.
Alexandre de Salzmann meurt le 3 mai 1934 au sanatorium « Le Belvédère » de Leysin (Suisse), de tuberculose, la même maladie qui, dix ans plus tard, emportera René Daumal. René Daumal dédiera à Alexandre de Salzmann son roman inachevé, Le Mont Analogue. Alexandre de Salzmann apparait dans ce roman sous le nom de "Père Sogol".

## Écrits d'Alexandre de Salzmann
- "Licht, Belichtung und Beleuchtung", in Das Claudel-Programmbuch, Hellerau Verlag, Hellerau bei Dresden, 1913.
- "Light, Lighting, and Illumination", Material for Thought, San Francisco, n. 4, Summer 1972, p. 22-24.
- "Lumière, luminosité et éclairage", in René Daumal et l'enseignement de Gurdjieff, sous la direction de Basarab Nicolescu, Le Bois d'Orion, France, 2015, p. 223-226.
- Notes from the Theater, Far West Press, San Francisco, 1972.
- Notes sur le Théâtre, in René Daumal et l'enseignement de Gurdjieff, sous la direction de Basarab Nicolescu, Le Bois d'Orion, France, 2015, p. 167-188.
- Le théâtre, manuscrit original inédit, in René Daumal et l'enseignement de Gurdjieff, sous la direction de Basarab Nicolescu, Le Bois d'Orion, France, 2015, p. 192-222.
- 30 lettres inédites et autographes adressées à René Daumal, Fonds Daumal, Bibliothèque littéraire Jacques Doucet, Paris, Dossier « Mme de Salzmann ». Ce Fonds a été utilisé et exploité récemment dans le livre René Daumal et l'enseignement de Gurdjieff, sous la direction de Basarab Nicolescu, Le Bois d'Orion, France, 2015.